# Olof Aschberg

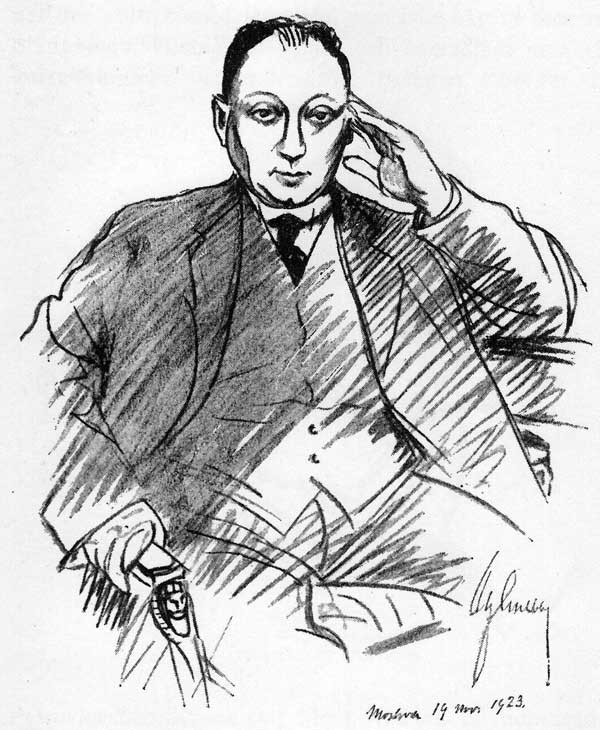
Olof Aschberg porträtterad av Albert Engström i Moskva 1923. Teckningen återfinns i Statens porträttsamling på Gripsholms slott.

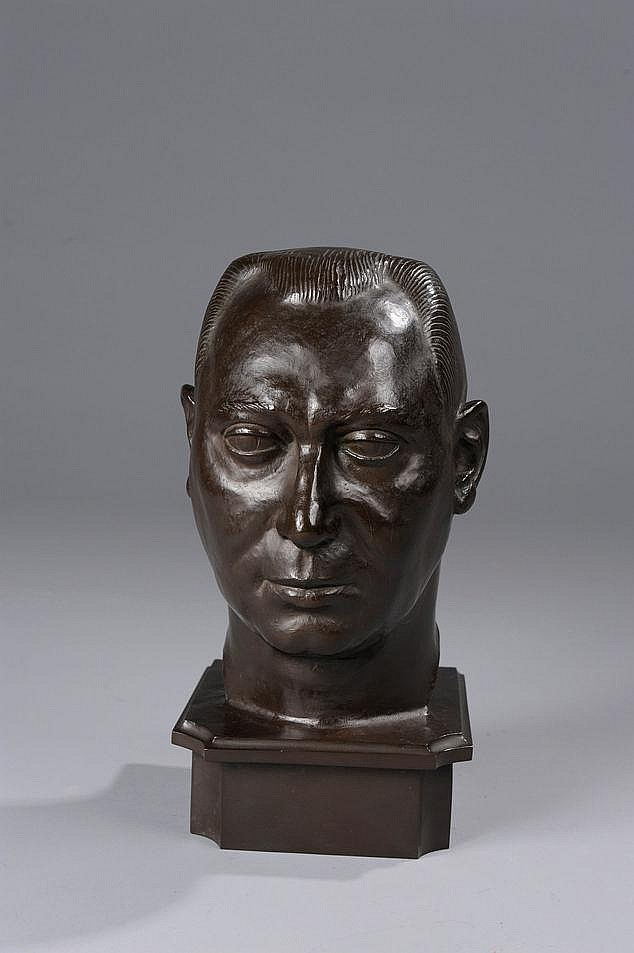
Bankdirektör Olof Aschberg, brunpatinerad bronsbyst utförd av Carl Fagerberg, 1925.

Olof Aschberg, ursprungligen Asch, född 22 juli 1877 i Stockholm, död 21 april 1960 i Menton, Frankrike, var en svensk bankir.

## Biografi
Olof Aschbergs föräldrar Herman Asch och Rosa, född Schlossberg, var fattiga invandrare från Ryssland men byggde upp en förmögenhet på möbelhandel. Aschberg grundade Nya Banken i Stockholm 1912, som senare bytte namn till Svenska Ekonomibolaget. Han grundade 1917 tillsammans med Georg Branting och dennes syster Sonja Branting-Westerståhl Svensk-Ryska Banken.
Aschberg sympatiserade med den kommunistiska rörelsen och hjälpte till att förmedla ekonomiska medel till bolsjevikerna i Ryssland. Han fick av den anledningen smeknamnet Den röde bankiren. Genom kontakterna tog han emot runt 500 ton konfiskerat guld under åren 1917–1921. Det smältes om i Stockholm, varvid de tsarryska insignierna ersattes med svenska, vilket omöjliggjorde spårning. Han deltog även i försäljningen av tsarryska juveler på auktionshus runt om i Europa.[källa behövs] Genom sina goda affärsförbindelser med Sovjetunionen grundade han Ryska handelsbanken i Moskva 1921. Åren 1922–1924 var han chef för den sovjetiska banken Ruskombank.
1933 donerade Aschberg över 200 ryska ikoner till Nationalmuseum. Han hade fått ikonerna av den kommunistiska regimen efter deras förstörelse av kyrkor. Före Aschbergs donation hade Nationalmuseum bara fyra ikoner i samlingarna.
Aschberg flyttade 1927 till Frankrike. Han fortsatte med sin bankverksamhet och investerade pengar i film och press, konst och fastigheter, men mot slutet av 1930-talet blev det svårt. I februari 1940 skickades Aschberg till ett interneringsläger för misstänkta utlänningar, Le Vernet i Pyrenéerna, och han släpptes inte fri förrän på sommaren. Då hade Tyskland redan invaderat Frankrike och Vichyregimen samarbetade med ockupationsmakten när det gällde förföljelse av kommunister och "arisering" av judisk egendom. Aschberg och hans familj uppehöll sig i Rodez i den "fria zonen" tills de på nyårsafton 1940 kunde lämna landet. De tog sig sedan via Madrid och Lissabon till New York och återvände till Sverige direkt efter kriget hösten 1945.
Aschbergs memoarer gavs ut i tre delar 1946–1947 med titlarna: En vandrande jude från Glasbruksgatan, Återkomst och Gästboken.

### Familj
Olof Aschberg var gift första gången från 1898 med skådespelerskan Anna-Lisa Ahlberg, som blev mor till Sture (1899), Ragnar (1903) och Folke (1905). Mellan 1925 och 1960 var han gift med Siri Kugelman, som blev mor till Lilian (1926) och Sven (1930).
Olof Aschberg är genom Sven farfar till journalisterna Robert och Richard Aschberg. Genom halvsystern Märtha Asch, som var gift med läkaren Josef Zacharias, var han morbror till skådespelaren Sissi Kaiser och socialarbetaren Gun Zacharias.